# Thunder in the East
Thunder in the East (рус. «Гром на востоке») — пятый студийный альбом японской хэви-метал группы Loudness. Выпущен в январе 1985 года на лейбле Atco Records. Является наиболее известным альбомом группы. Именно эта пластинка принесла группе долгожданное признание, популярность и успех в США, как коммерческий, так и в среде металлистов.

## О альбоме
После выпуска Disillusion, в 1985, в 1985 году группу ждал оглушительный успех в США — данный альбом, записанный в США, стал самым продаваемым и принёс группе известность и большую популярность на Западе. Данный альбом стал первым альбомом группы, попавшим в Billboard 200, где продержался 23 недели. Большими хитами стали композиции «Crazy Nights» и баллада «Never Change Your Mind». Продюсером этого альбома выступил британский продюсер Макс Норман.
Также, в качестве синглов были выпущены 2 песни — «Crazy Nights» и «Like Hell». На эти же песни были отсняты видеоклипы.
После этого, следует августовский совместный тур по США вместе с американской группой Mötley Crüe.
В 2005 году альбом был ремастирован и содержал помимо 10 оригинальных композиций, 2 бонус-трека — «Gotta Fight» (3:46), «Odin» (5:16).

## Список композиций
| №                   | Название                 | Текст песни         | Музыка              | Длительность |
| ------------------- | ------------------------ | ------------------- | ------------------- | ------------ |
| 1.                  | «Crazy Nights»           | Минору Ниахара      | Акира Такасаки      | 4:04         |
| 2.                  | «Like Hell»              | Минору Ниахара      | Акира Такасаки      | 3:44         |
| 3.                  | «Heavy Chains»           | Минору Ниахара      | Масаёси Ямасита     | 4:18         |
| 4.                  | «Get Away»               | Минору Ниахара      | Акира Такасаки      | 3:53         |
| 5.                  | «We Could Be Together»   | Минору Ниахара      | Акира Такасаки      | 4:35         |
| 6.                  | «Run for Your Life»      | Минору Ниахара      | Акира Такасаки      | 3:59         |
| 7.                  | «Clockwork Toy»          | Минору Ниахара      | Акира Такасаки      | 3:55         |
| 8.                  | «No Way Out»             | Минору Ниахара      | Акира Такасаки      | 4:01         |
| 9.                  | «The Lines Are Down»     | Минору Ниахара      | Акира Такасаки      | 4:57         |
| 10.                 | «Never Change Your Mind» | Минору Ниахара      | Акира Такасаки      | 4:09         |
| Общая длительность: | Общая длительность:      | Общая длительность: | Общая длительность: | 41:35        |

## Участники записи
- Минору Ниихара — вокал;
- Акира Такасаки — электрогитара;
- Масаёси Ямасита — бас-гитара;
- Мунэтака Хигути — ударные. R.I.P. 30/11/2008
- Руководитель — Джордж Азума;
- Продюсер — Макс Норман;
- Исполнительный продюсер — Пол Купер.
- Звукоинженер — Билл Фреш.

## Кавер-версии песен
- Шведская метал-группа Therion выпустила кавер-версию песни «Crazy Nights», которая вошла на альбом Crowning of Atlantis 1999 года. Спел её, приглашенный в качестве гостя немецкий вокалист Ральф Шиперс из пауэр-метал группы Primal Fear.
- Ещё одна, также шведская метал-группа HammerFall выпустила кавер на песню «Crazy Nights», которая вошла на трибьют-альбом Masterpieces в 2008 году.
- Канадская метал-группа Hrom издала кавер на песню «Crazy Nights», вошедшую на первый мини-альбом Through the Universe в 2009 году.
- Американская метал-группа Helmet исполнила кавер на песню Crazy Nights в 2011 году.
- Норвежская метал-группой Pagan's Mind выпустила кавер на песню «Crazy Nights», вышедший дважды на разных синглах (оба в 2011 году) — Intermission и Walk Away in Silence.
- Финская метал-группа Children of Bodom записала кавер на песню Crazy Nights, вошедшую на альбом Halo of Blood (2013) как бонус-трек для японской версии.
- Бразильская метал-группа Metal Witch играла кавер на песню «Crazy Nights», исполнявшийся только на живых концертах.

Известны кавер-версии и от соотечественников Loudness:
- Японская хэви-метал-группа Show-Ya выпустила кавер на «Crazy Nights», который вошёл на специальный сборник каверов популярных японских метал-групп Glamorous Show, изданный в октябре 2014-го.[3]
- Австралийской метал-группой Paindivision издан кавер на песню «Like Hell» в 2007 году, он вошёл в мини-альбом под названием Pain Across Japan 2007.
- Американский шред-гитарист Максвелл Карсли записал кавер-версию песни «Like Hell» в 2015 году. Она вышла синглом 9 июня.[4]
- Немецкой пауэр-метал группой Powergod записан кавер песни Heavy Chains для сборника кавер-версий песен метал-групп That's Metal Lesson II - Long Live the Loud, изданный в 2005 году.
- Греческой метал-группой Dragon's Lair (группа) выпущен кавер на песню Heavy Chains, который попал в мини-альбом Dragonheart (2007).

## Переиздания
Помимо многочисленных изданий альбома различными лейблами в том же 1985-м, позже, альбом несколько раз успешно переиздавался на CD: в 1989-м (Япония), 1992-м (Италия), 1994-м (Япония), 2002-м (Корея), 2003-м (США), 2004-м и в 2009 году. Последние 2 (2004, 2009 гг.) — японские.